# Ostedes ochreosparsus
Ostedes ochreosparsus är en skalbaggsart som beskrevs av Stefan von Breuning 1965. Ostedes ochreosparsus ingår i släktet Ostedes och familjen långhorningar.
Artens utbredningsområde är Laos. Inga underarter finns listade i Catalogue of Life.